# Abschnittsbefestigung Burgstall (Kleinweingarten)
Die Abschnittsbefestigung Burgstall bezeichnet eine abgegangene vermutlich frühmittelalterliche Spornburg, die sich einst auf einem 467 m ü. NHN hohen Bergsporn über dem Tal des Arbaches und einem kleinen Seitental erhob. Die Wallanlage befindet sich in nordwestlicher Richtung etwa 300 Meter entfernt von der Marienkapelle in Kleinweingarten, einem Gemeindeteil des Marktes Pleinfeld im mittelfränkischen Landkreis Weißenburg-Gunzenhausen in Bayern. Heute sind von dem in der Bayerische Denkmalliste als Bodendenkmal (Nummer D-5-6832-0088: „Freilandstation des Mesolithikums sowie Abschnittsbefestigung des frühen Mittelalters“) geschützten Objekt noch ein Abschnittswall mit vorgelegtem Graben erhalten. Geschichtliche Hinweise über diese Befestigung sind nicht bekannt.

## Beschreibung
Die Abschnittsbefestigung befindet sich in der Waldabteilung Burgstall auf einem nach Westen gerichteten Sporn des Weingartner Berges, der steil nach Westen in das angrenzende Tal des Arbaches und an der Südseite in einen kurzen, von Kleinweingarten aus kommenden Nebenbach abfällt. Auch nach Norden hin ist er durch Steilhänge geschützt, nach Osten geht der Berg in eine Hochfläche über, auf der auch Kleinweingarten liegt.
Die Wallanlage wird durch einen etwa 90 Meter langen und nach außen gebogenen Wall von der Hochfläche abgeschnitten, er erstreckt sich von der Hangkante im Norden bis zur südlichen Kante. Dem Wall wurde an der Außenseite ein vier Meter breiter Graben vorgelegt, er erreicht noch eine Tiefe von bis zu einem Meter. Der Wall hat an seiner Basis eine Breite von sechs Metern und von der Sohle des Grabens aus noch eine Höhe von 1,50 bis zwei Meter, von der Innenfläche der Befestigung aus beträgt die Wallhöhe noch einen Meter.
Die Innenfläche der Abschnittsbefestigung hat etwa eine pilzähnliche Form mit einer Länge von 60 bis 80 Metern. Die Ränder zum Steilabfall nach Westen sind vermutlich künstlich versteilt worden. Zwölf Meter hinter dem Außenwall liegt ein weiterer, stark verflachter Wall, der möglicherweise einer inneren Befestigung zuzuschreiben ist.
Von der Fläche der Abschnittsbefestigung, die während der Mittelsteinzeit den Jägern und Sammlern als Freilandstation diente, sind nur wenige Lesefunde bekannt: es wurden mehrere mittelsteinzeitliche Silices, eine Pfeilspitze aus Bronze sowie ein Fragment einer Figurine des Spätmittelalters gefunden.